# Материнство (срібна монета)
«Матер́инство» — пам'ятна монета номіналом 5 гривень, випущена Національним банком України. Присвячена вічній цінності людства — материнству як джерелу життя, символу святості, вічності, тепла та любові. Це велика і вічна тема в мистецтві — одна з найдавніших у світовій культурі.
Монету введено в обіг 18 червня 2013 року. Вона належить до серії «Інші монети».

## Опис монети та характеристики
| Номінал грн. | Метал           | Маса, г       | Діаметр, мм | Якість виготовлення | Гурт                           | Тираж, штук |
| ------------ | --------------- | ------------- | ----------- | ------------------- | ------------------------------ | ----------- |
| 5            | срібло (Ag 925) | 15,55 / 16,81 | 33          | пруф                | гладкий із заглибленим написом | 10 000      |

### Аверс
На аверсі монети розміщено: угорі малий Державний Герб України та напис півколом «НАЦІОНАЛЬНИЙ БАНК УКРАЇНИ»; у центрі — колиска як символ дитинства та безсмертя роду, під нею — рік карбування монети «2013» та унизу півколом номінал — «П'ЯТЬ ГРИВЕНЬ».

### Реверс
На реверсі монети розміщено стилізоване зображення матері, яка в обіймах тримає на руках дитину, напис півколом «МАТЕРИНСТВО». Образ матері сповнений теплом, ніжністю, турботою та любов'ю.

## Автори

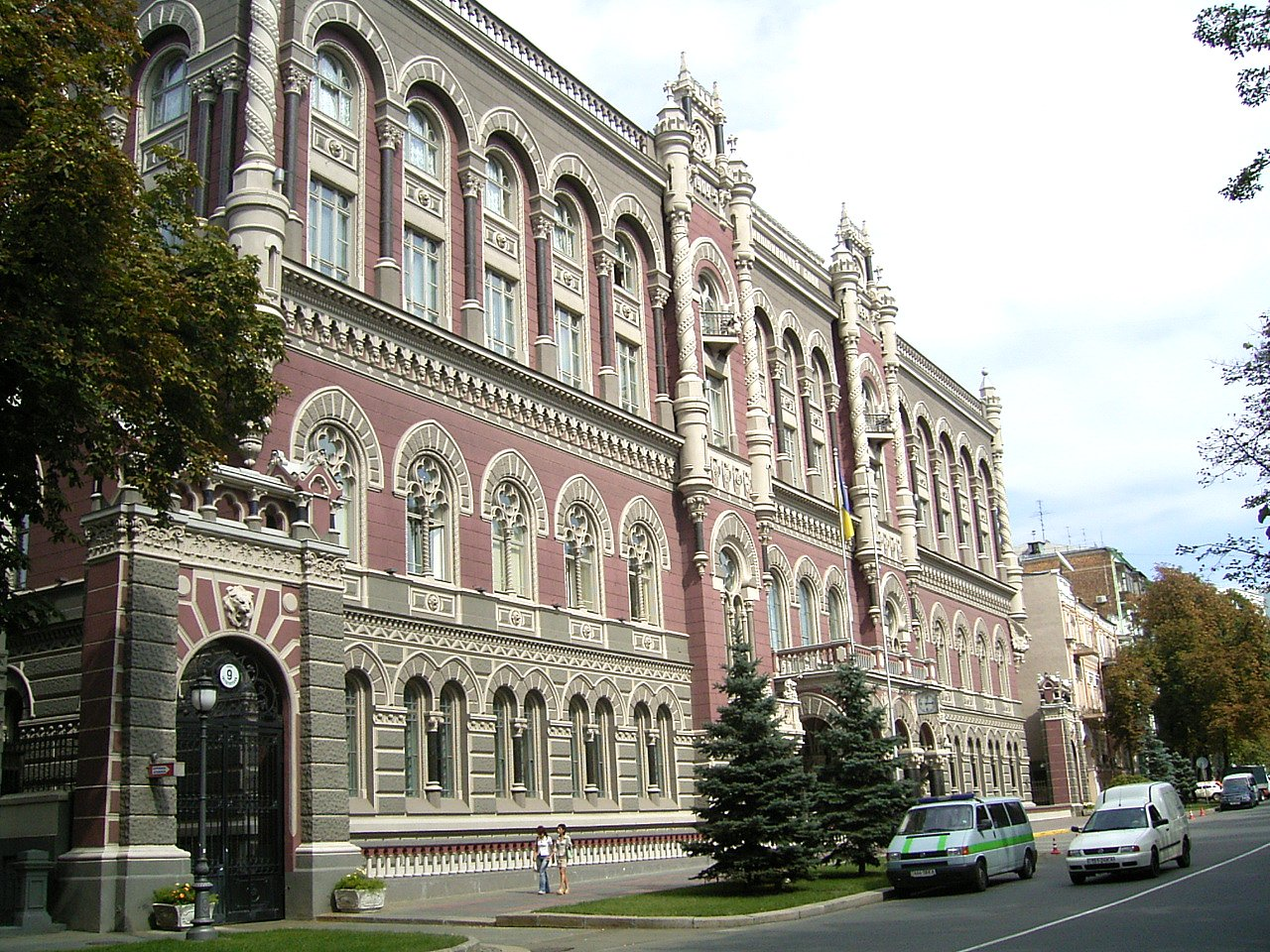
Будівля Національного банку України

- Художник — Наталія Фандікова.
- Скульптори: Анатолій Дем'яненко, Святослав Іваненко.

## Вартість монети
Ціна монети — 515 гривень, була вказана на сайті Національного банку України 2016 року.
Фактична приблизна вартість монети, з роками змінювалася так:
| Рік        | 2014 | 2015 | 2016 | 2017 | 2018 | 2019 | 2020 | 2021 | 2022 | 2023  | 2024  | 2025  |
| ---------- | ---- | ---- | ---- | ---- | ---- | ---- | ---- | ---- | ---- | ----- | ----- | ----- |
| Ціна, грн. | 350  | 350  | 500  | 580  | 560  | 460  | 410  | 700  | 850  | 1 800 | 3 800 | 3 500 |